# Ménhárd
Ménhárd (szlovákul Vrbov, németül Menhardsdorf, latinul Menhardi Villa) község Szlovákiában, az Eperjesi kerület Késmárki járásában.

## Fekvése
Késmárktól 7 km-re délre, a Ménhárd-patak völgyében, a Poprád mellett fekszik.

## Története
A község területén már a kőkorszak óta laktak emberek. Ezt bizonyítják azok a cserépmaradványok, melyek az újkőkorból, hozzávetőlegesen az i. e. 4. évezredből származnak. A falutól délkeletre, a Horné-patak jobb partján emelkedő Dubovy-háton mintegy 3000 m² területen a 3.-4. századból származó késő római kori település nyomaira bukkantak. A leletekből látható, hogy már ebben az időben vaskohók, vasfeldolgozó műhelyek működtek ezen a vidéken. Szlovák történészek feltételezik, hogy a települést már a tatárjárás előtt is szlávok lakhatták.
A 12.-13. században jelentős német betelepítések történtek, ekkor alakult ki a település német jellege. Először 1251-ben IV. Béla király oklevele említi „Webrew” néven. Az ezt követő időszakban „Werbew”, „Verben”, „Berben”, „Virbo” alakban fordul elő írott forrásokban. 1268-ban említik először „villa Menardi” néven, mely a község magyar és német nevének alapja lett. 1271-ben, amikor a szepességi németség széleskörű kiváltságokat kapott, Ménhárd is részesült ezekben és szabad városi rangra emelkedett. 1317-ben „Vila Meynhardi quae Virbo appelatur” néven említi oklevél. Templomának védőszentje Szent Szerváciusz volt. 1412-ben a Lengyelországnak elzálogosított városok közé került, csak 1772-ben került vissza Magyarországhoz. 1556 március 31-én súlyos tűzvész pusztított, melyben – mivel a házak zömmel fából épültek – az egész város leégett. A pusztításnak 14 polgár esett áldozatul. 1580-ban újabb tűzvész tört ki. A 16. században itt is hódított a reformáció, mely gyökeret vert a német lakosság körében. Az evangélikusok csak 1694-ben építették fel első templomukat, ekkor még fából. A 17. század második felében kibontakozó ellenreformáció hatása ellenére még 1700-ban is mindössze 10 katolikus volt a településen 468 evangélikussal szemben. A lakosság száma 6-700 körül mozgott. Lakói mezőgazdasággal, állattartással foglalkoztak. 1747-ben a családok száma 105 volt. 1784-ben felépült az új evangélikus templom, 1792-től már két evangélikus iskola is működött Ménhárdon. 1772-ben a katolikus templomot is barokk stílusban építették át.
A 18. század végén Vályi András így ír róla: „MENYHÁRDT. Menharsdorf. Verbo. Egy a’ Szepességi 16 Városok közzűl, lakosai katolikusok, és evangelikusok, fekszik Kézsmárkhoz nem meszsze, Ispotállya is van, határja szoross, földgyének 3/4 része tsupán zabot terem, réttyének fele termékeny, de az áradások járják.”
1828-ban 1380 lakosa volt, akik a mezőgazdaságon kívül főként gyümölcstermesztéssel, szeszfőzéssel, kézművességgel, ezen belül főként szűcsmesterséggel foglalkoztak.
Fényes Elek 1851-ben kiadott geográfiai szótárában így ír a városról: „Menyhárd Menhardi Villa, Menhardsdorf, város, Szepes vmegyében, ut. posta Késmárktól délre 1 órányira: 208 kath., 1178 evang. német lak. Kath. és evang. anyaszentegyház. Gyolcs-szövés. Pálinkafőzés. Erdejében jó izű szarvasgomba találtatik.”
A trianoni diktátumig Szepes vármegye Késmárki járásához tartozott.

## Népessége
| Év:            | 1994. | 2004.   | 2014.    | 2024.   |
| -------------- | ----- | ------- | -------- | ------- |
| Emberek száma: | 1165  | 1224    | 1455     | 1525    |
| Eltérés:       |       | +5,06 % | +18,87 % | +4,81 % |

| Év:            | 2023. | 2024.   |
| -------------- | ----- | ------- |
| Emberek száma: | 1532  | 1525    |
| Eltérés:       |       | -0,45 % |

1910-ben 803, többségben német anyanyelvű lakosa volt, jelentős szlovák kisebbséggel.
2001-ben 1193 lakosából 1108 szlovák volt.
2011-ben 1390 lakosából 1229 szlovák volt.

## Neves személyek
- Itt született 1656-ban Pater Pál evangélikus gimnáziumi tanár.
- Itt született 1851-ben Róth Samu tanár, a Magas-Tátra kutatója, turista, író.

## Nevezetességei
- Szent Szervác temploma 1222-ben épült, barokk formáját a 18. században kapta. 1644-ben reneszánsz harangtornyot építettek mellé.
- Az evangélikus templom 1784-ben épült.
- A településtől délre 1941-ben bővizű hőforrásokra bukkantak, melyre csakhamar kiépült fürdője és üdülőtelepe. Hét, 25-38 °C hőmérsékletű termálvizű medencéjének vize különösen mozgásszervi, szív- és érrendszeri betegségek, valamint asztma gyógyítására ajánlott.
- A közeli halastavak horgászásra alkalmasak.